# Durnești (gmina Ungureni)
Durnești – wieś w Rumunii, w okręgu Botoszany, w gminie Ungureni. W 2011 roku liczyła 248 mieszkańców.